# Susos
Susos é um sítio arqueológico localizado no actual Irão, cuja cultura começou a desenvolver-se desde o início Quinto milénio a.C., período a que remontam as mais antigas cerâmicas pintadas desta localidade.
Por volta do ano 3000 a.C. ainda em Susus, surgiu e desenvolveu-se uma civilização organizada em bases urbanas e que veio a dar origem à civilização Elemítica.